# Långmyrtjärnen (Anundsjö socken, Ångermanland)
Långmyrtjärnen är en sjö i Örnsköldsviks kommun i Ångermanland och ingår i Gideälvens huvudavrinningsområde.